# Balčak
Balčak (cyr. Балчак) – wieś w Serbii, w okręgu toplickim, w mieście Prokuplje. W 2011 roku liczyła 22 mieszkańców.